# Trends
Trends ist eine Reihe von wissenschaftlichen Fachzeitschriften, welche von der niederländischen Verlagsgruppe Elsevier herausgegeben wird und sich mit verschiedenen Themenbereichen über die gesamte Biologie hinweg beschäftigt.
Die Magazinreihe Trends wurde 1976 mit der Zeitschrift Trends in Biochemical Sciences (TIBS) begründet. Gefolgt von den Journals Trends in Neurosciences (TINS), Trends in Pharmacological Sciences (TIPS) und Immunology Today hat sich die Magazinreihe auf inzwischen 15 verschiedene Journals ausgeweitet.

## Titel
Zum gegenwärtigen Zeitpunkt werden folgende Journals jeweils monatlich veröffentlicht:
| Titel                                                          | Forschungsbereich               | Erstveröffentlichung | Impact Factor |
| -------------------------------------------------------------- | ------------------------------- | -------------------- | ------------- |
| Trends in Biochemical Sciences (TIBS)                          | Biochemie                       | 1976                 | 13,522        |
| Trends in Biotechnology                                        | Biotechnologie                  | 1983                 | 10,040        |
| Trends in Cell Biology                                         | Zellbiologie                    | 1991                 | 12,314        |
| Trends in Cognitive Sciences (TiCS)                            | Cognitive Science               | 1997                 | 21,147        |
| Trends in Ecology & Evolution (TREE)                           | Evolutionäre Ökologie           | 1986                 | 15,353        |
| Trends in Endocrinology and Metabolism (TEM)                   | Endokrinologie und Stoffwechsel | 1990                 | 8,868         |
| Trends in Genetics (TIG)                                       | Genetik                         | 1985                 | 11,597        |
| Trends in Immunology formerly Immunology Today                 | Immunologie                     | 1980                 | 12,031        |
| Trends in Microbiology (TIM)                                   | Mikrobiologie                   | 1993                 | 9,808         |
| Trends in Molecular Medicine formerly Molecular Medicine Today | Molekulare Medizin              | 1995                 | 9,453         |
| Trends in Neurosciences (TINS)                                 | Neuroscience                    | 1978                 | 12,902        |
| Trends in Parasitology -- formerly Parasitology Today          | Parasitologie                   | 1985                 | 6,217         |
| Trends in Pharmacological Sciences (TIPS)                      | Pharmakologie                   | 1979                 | 9,988         |
| Trends in Plant Science                                        | Botanik                         | 1996                 | 13,479        |